# Cetățeni, Argeș
Cetățeni este satul de reședință al comunei cu același nume din județul Argeș, Muntenia, România. Până la data de 17 februarie 1968, satul a purtat denumirea de Cetățeni - Deal.

## Toponimie
Denumirea localității reprezintă un toponim istoric, care indică existența anterioară a unei cetăți situate pe un monticol, fapt pe deplin confirmat arheologic, termenul „Cetățeni”, reprezentând în acest caz, „locuitorii din cetate”. „Dicționarul geografic al județului Muscel” menționează faptul că „numele satului provine de la Cetatea lui Negru Vodă”. În cadrul satului actual, au fost încorporate fostele sate: Cetățenii din Vale și Cetățenii din Deal (1950).

## Istoric
În urma descoperirilor arheologice din zonă, specialiștii au apreciat că pe aceste meleaguri, au existat așezări omenești încă din secolul al II-lea î. Ch., iar în jurul anului 100 î. Ch. în această localitate a existat un centru de schimburi comerciale între comunitățile geto- dacice.De asemenea în zonă a fost descoperită fortificația geto-dacică, precum și urme de locuire geto-dacice. „Descoperirile demonstrează din plin că aici s-a desfășurat o vie activitate economică, în special comercială, începând încă pe parcursul secolului al II-lea î.e.n., dar mai cu seamă în epoca lui Burebista. Numeroasele produse străine ... pledează pentru existența la Cetățeni a unui punct de transbordare a mărfurilor destinate spațiului dacic din interiorul arcului carpatic”.Documentele existente confirmă faptul că satul Cetățeni reprezintă cea mai veche așezare din perimetrul comunei cu aceeași denumire, el fiind menționat în scris pentru prima dată într-un act emis pe data de 25 aprilie 1548, prin intermediul căruia aflăm că voievodul Mircea Ciobanu întărește cu mai multe suprafețe de pământ pe pârcălabul Mihnea și pe fratele acestuia, logofătul Vlaicu. Dacă localitatea Cetățeni a fost amintită pentru prima dată în timpul domnitorului Mircea Ciobanul, urme din trecut au fost descoperite pe teritoriul localității chiar din perioada bronzului timpuriu. În anul 1896, Ministerul Cultelor a semnalat Muzeul Național de Antichități descoperirea în zonă a unei sabii cu oseminte. Paleograful Dumitru Băjan din Rucăr arăta: „În vremea aceasta... vrând a săpa într-un maidan, niște săteni au dat de urmele unor morminte ...noi le-am putut vedea la fața locului și ne-am dat pe deplin seama de adevăr. Mormântul se afla la o adâncime de aproape o jumătate de metru, fiind construit din lespezi șistoase în formă de dreptunghi...”. „Descoperirea depozitului de unelte de fier (nicovala, cleștele foarfecă, brăzdarul de plug cu cițitul de tip clasic) situează așezarea de la Cetățeni printre principalele așezări geto-dacice care au scos la iveală pe teritoriul patriei noastre aceste unelte de producție”. Săpăturile arheologice realizate în localite, au semnalat resturile unor fortificații medievale. În timpul campaniei din 1960, în această zonă a fost descoperit un tezaur monetar alcătuit din 116 piese, alături de care s-au găsit două fibule de argint având arcul în formă de scut rombic, precum și alte podoabe care imprimă acestui tezaur un caracter mixt. Piesele componente acestui tezaur au fost găsite împrăștiate sub o piatră. In anii 1961,1964 și 1965 au mai fost descoperite în același loc 11 monede, care fac parte din același tezaur, însumând un total de 127 de piese. Astfel, monedele se împart în: denari romani republicani (10 piese), precum și denari romani imperiali timpurii (6 exemplare). În urma cercetărilor arheologice  rezultă că acest tezaur nu a fost singurul descoperit aici, deoarece în vara anului 1881 la începuturile cercetării sitului de la Cetățeni , Dimitrie C. Butculescu nota: „Mai mulți bătrâni mi-au spus că după ploile puternice, pământul a alunecat, dând la iveală amfore și diferite vase. Cu doi ani înainte, un individ a găsit o amforă plină cu bani la picioarele unei stânci”.

## Specific arhitectural
Arhitectura populară a satului Cetățeni este specifică zonei Muscel, construcțiile fiind edificate din bârne de lemn la nivelul superior, și piatră în alternanță cu cărămida la nivel inferior. Astfel, casele prezintă asemănări prin plan și funcționalitate cu locuințele tipice așezărilor cu un caracter economic determinat de existența ocupațiilor tradiționale cum ar fi: pomicultura și păstoritul. Majoritatea construcțiilor se particularizează printr-un stil original în tratarea arhitecturală a fațadelor.

## Patrimoniul cultural - istoric
În cadrul localității se află biserica rupestră a Mânăstirii Negru Vodă, care este situată pe vârful unei stânci și datează din secolul al XII-lea. Conform tradiției în decursul timpului, acest edificiu de cult s-a numit și Negru- Vodă sau Schitul „Radu Negru”. În interiorul bisericii, pe peretele nordic al acesteia se află o inscripție, cu valoare de document istoric: „Acest sfânt locaș cu numele Cetățuia, care de la Negru Vodă își are începutul, a fost în trecut schit de călugări și în vremuri grele loc de scăpare pentru voievozii țării, însă cu trecerea timpului a căzut în ruine, ajungând chiar adăpost vitelor. S-a restaurat cu ajutorul preotului Gheorghe Moisescu de la biserica Domnească din Câmpulung, ajutat de ieromonahul Agatanghel Andrițoiu, din schitul Stănișoara (Argeș) precum și de monahul Nicolae Boicoiu, de la peștera Ialomicioara, la anul 1915-1916. S-a sfințit în ziua de 22 iulie 1923.” Fiind considerată de către Ioanichie Bălan, drept „cea mai aspră vatră de sihăstrie din Țara Românească”, a purtat inițial hramul „Soborul Sfinților Îngeri”, lăcașul de cult aparținând unui act ctitoricesc al familiei Basarabilor. Biserica rupestră apare consemnată documentar în anul 1574, în cadrul unui memorial de călătorie al călugărului polonez Strykowsky, iar ulterior în perioada dintre anii 1673 - 1677 - cu referire la renovarea acesteia de către vornicul Neagoe Secuianu. Din tradiția locală aflăm de prezențe voievodale în acest lăcaș de cult, precum: Mihai Viteazul și Constantin Brâncoveanu, vizitele acestora fiind scurte. Trecerea prin aceste locuri ale lui Mihai Viteazul , precum și a armatei sale după bătălia de la Călugăreni, a rămas relatată  printr-o inscripție, cu următorul cuprins: „În memoria marelui voevod, învingătorul de la Călugăreni, apărătorul creștinătății, domnitorul Mihai Viteazul, care în vremuri grele s-a adăpostit între aceste stânci în sfânta cetate a lui Negru Vodă, luna august - septembrie 1595”. În anul 1603 prin aceste locuri au trecut oștile lui Radu Șerban împotriva lui Moise Szekeli, precum și oștile principelui Transilvaniei, Gabriel Bathory. Referitor la istoricul edificiului găsim în catagrafia din anul 1810, informații despre faptul că acest lăcaș de cult se afla sub epitropia lui Radu Golescu, având un singur preot. În cursul evenimentelor din anul 1821, schitul a fost distrus de turci, urmând ca în anul 1828 să fie reparat de către locuitorii satului Cetățeni. În anul 1992, acest edificiu de cult a fost ridicat la rang de mânăstire.